# Jagdschloss Louisgarde

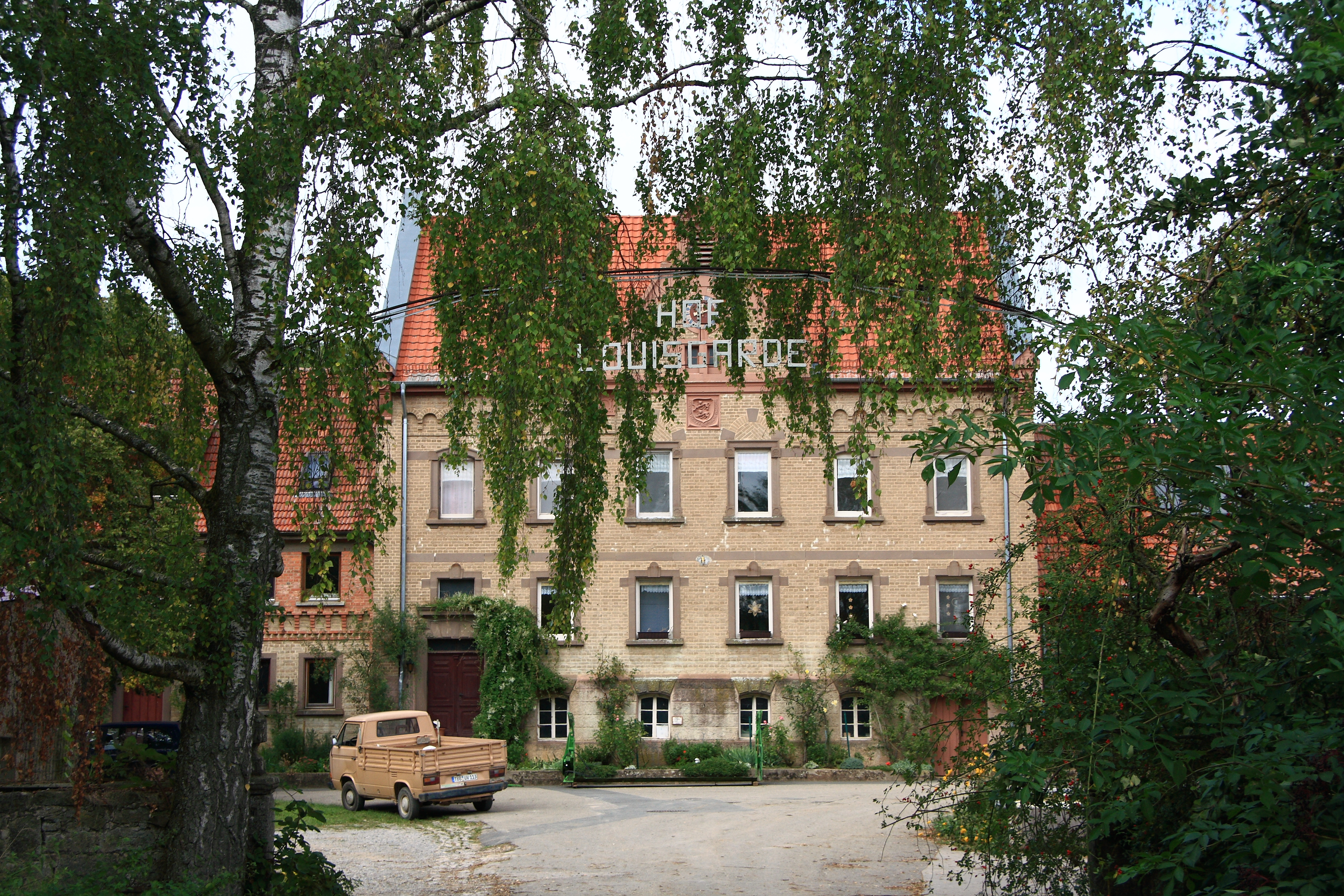
Ehemaliges Jagdschloss Louisgarde

Das Jagdschloss Louisgarde, genannt auch Jagdschloss Lochgarten, ist ein ehemaliges Jagdschloss beim heutigen Wohnplatz Louisgarde auf der Gemarkung des Weikersheimer Stadtteils Nassau im Main-Tauber-Kreis in Baden-Württemberg. Das Jagdschloss wurde im 18. Jahrhundert von Graf Karl Ludwig von Hohenlohe erbaut. Es war ein ehemaliges Prämonstratenserinnenkloster.